# Сказка о попе и о работнике его Балде (мультфильм, 1936)
«Сказка о попе и о работнике его Балде» — мультфильм режиссёра М. М. Цехановского, созданный в содружестве с композитором Д. Д. Шостаковичем на основе одноимённой стихотворной сказки А. С. Пушкина. Большая часть отснятой киноплёнки утрачена, но партитура сохранилась, и мультфильм реконструировали.

## Сюжет
О сюжете мультфильма можно судить, исходя из дошедшего до наших дней режиссёрского сценария, опубликованного в журнале «Киноведческие записки» в 2001 году.
Сначала демонстрируются две стороны жизни попа: его показная торжественность во время службы и его же жадность и распущенность (поп обильно поедает принесённую прихожанами еду, играет на гитаре, пересчитывает деньги и поёт). Затем, судя по сценарию, следует уцелевший фрагмент «Базар», (судя по найденным эскизам, «Базар» должен длиться куда больше). После чего с разных ракурсов демонстрируются идущие навстречу сначала поп (бойко шагает с корзиной, раздавая продавцам благословения), а затем Балда (в отличие от попа, он проходит медленно). Поп договаривается о найме Балды, сидя с ним на лавке, после чего, набрав товаров, идёт домой. В сценарии особо подчёркивается, что поп быстро идёт спереди, а сзади него, гружёный купленным, широко шагает Балда.
Затем показывается работа Балды в поповском доме: пока поп со своей семьёй ещё спит, Балда успевает вспахать полосу, закупиться на базаре, затопить печь и приготовить еду. Кадры со спящим поповским домом и работающим Балдой перемежаются быстро, «сменяющие друг друга кадры имеют кадры ускоренной съёмки». После следует сцена убаюкивания попёнка Балдой и сидящими рядом с ним поповной и попадьёй. Поп же, сидя в полном облачении в алтаре, держа в одной руке паникадило, а в другой — наклонённую свечу, очень недоволен: его постоянно мучают мысли о щелчках от Балды. После того, как попадья рассказала, как отвадить Балду, поп пускается в радостный пляс, в сценарии подчёркивается, что танец попа «ритмуется» с раскачивающейся люлькой с попёнком.
Балда, получив от попа и попадьи задание: собрать оброк с чертей, идёт с верёвкой и пустым мешком к морю, за ним по пятам крадётся поп со своей семьёй и поросятами. Когда Балда идёт в лес за зайцем, бесёнок с большим трудом приподнимает верёвку и пытается затащить её в море, после чего из морской пучины вылезают другие бесы, которые начинают тянуть верёвку, подбадриваемые попом и его семьёй. Но после нескольких рывков верёвка обрывается. Во время первого испытания бесёнка за этим наблюдает поповская семья: сначала с тревогой, затем с одобрением, когда бесёнок пробегает мимо попа, и наконец, с испугом, видя бесёнка рядом с Балдой, держащего другого зайца. Второе испытание бесёнка — бросание палки в небо — в сценарии опущено, сразу после этого идёт третье: Балда говорит бесёнку, чтобы тот пронёс сивую кобылу. Однако, бесёнку не удаётся этого сделать, и Балда садится на кобылу и скачет на ней, в сценарии указано, что помимо скачущего на кобыле Балды, здесь чередуются кадры продавцов на базаре, спешно упаковывающих свои товары, попа со своим семейством и свиньями, в панике убегающего; и «бурный митинг бесов на дне моря». Бесы, кое-как и самым причудливым образом одетые: один в помятом котелке и с накрахмаленным воротничком, другой — во фраке и белом жилете, отдают Балде свой оброк, пересыпая его из своих мешков в мешок Балды.
Перепуганные поп со своей семьёй вбегают в храм, глава семейства, одев рясу задом наперёд, пытается служить молебен, а попадья, поповна и попёнок отбивают земные поклоны, а гружёные торговцы спешно уходят с базара. Эти кадры чередуются с бодро шагающим Балдой, несущим мешок с оброком. С каждым шагом Балды паника всё нарастает и нарастает. Принеся оброк попу, Балда начинает давать ему щелчки: «С первого щелка/Прыгнул поп до потолка» — поп подпрыгивает до купола, и стукнувшись об него головой, летит вниз; но Балда перехватывает его на лету и даёт ему второй щелчок: «Со второго щелчка/Лишился поп языка»: от щелчка Балды поп начинает кружиться, словно волчок; «С третьего щелчка/Вышел ум у старика» — однако Балда начинает давать попу ещё больше щелчков, из-за чего поп начинает кружиться ещё сильнее, а церковь начинает разрушаться, словно от землетрясения. В конце концов от неё остаётся лишь груда камней.
Финальная сцена: между двумя гигантскими сжимающимися пальцами Балды лопается круглая фигура попа. «А Балда приговаривал с укоризной:/Не гонялся бы ты, поп, за дешевизной!»

## История создания
Мультфильм «Сказка о попе и о работнике его Балде» по сказке А. С. Пушкина должен был стать первым полнометражным фильмом Цехановского и пятым фильмом, музыку к которому писал Дмитрий Шостакович. Работа над фильмом началась в 1933 году, Шостакович написал часть партитуры в 1933—1934 годах, в ноябре 1934 года композитор писал «Масса острых, гиперболических положений, гротескных персонажей… Писать музыку легко и весело». В 1936 году Шостакович был вынужден остановить работу после появления статьи «Сумбур вместо музыки», критикующей «формализм» в работах композитора. Также возникали организационные проблемы на киностудии, а механически взаимосвязанные движения чёрно-белых персонажей представлялись критиками противоречащими «высокому стилю пушкинской сказки». В конце концов, мультипликация к фильму была отснята почти полностью, и сдана на хранение в архив «Ленфильма», где была уничтожена в пожаре, вызванном бомбардировкой Ленинграда в начале Великой Отечественной войны в 1941 году. Цехановский в своих дневниках называл судьбу картины «катастрофой».
Единственный сохранившийся фрагмент фильма — Двухминутная сцена «Базар», звуковая дорожка включает музыку Шостаковича с вокальными партиями на стихи поэта-обэриута Александра Введенского. Среди продаваемых на базаре товаров — еда, животные, игрушки, и порнографические открытки, пародирующие ранние работы дружившего с Шостаковичем Бориса Кустодиева.

### Первое исполнение
Первое исполнение «Сказки» состоялось 22 января 1934 года, в то же день была впервые исполнена опера «Леди Макбет Мценского уезда»

## Редакции
В 1979 шестичастную сюиту из музыки к мультфильму на основе неопубликованных рукописей Шостаковича сделал Г. Н. Рождественский. В декабре того же года он записал её с Госоркестром СССР. Первая сценическая постановка («реконструкция» под редакцией известного советского исследователя Шостаковича С. Хентовой и дирижёра В. В. Кожина) была осуществлена в Малом театре оперы и балета (Ленинград) в 1982 году. Аудиозапись этой редакции с оркестром под управлением Кожина датируется 1983. В 2005 году редакцию «Сказки» осуществил ученик Шостаковича В. Д. Биберган, который не только отредактировал (в том числе оркестровал) сохранившиеся в клавире части, но и дописал собственную музыку, ориентируясь на эскизы. Аудиозапись «Сказки» в редакции Бибергана (с Филармоническим оркестром России под управлением Т. Зандерлинга) опубликована в 2006 году[уточнить]. Партитура «Сказки» в редакции Бибергана опубликована в 2005 году издательством «DSCH Publishers» в 126 томе «Нового собрания сочинений Дмитрия Шостаковича».

### Сохранившиеся и восстановленные части
Партитура некоторых частей были найдена как оригинальный автограф композитора, либо как переписанная копия оригинала; одиннадцать других были найдены только в виде грубого черновика с отсутствующими партиями и были восстановлены Вадимом Биберганом.
| Действие | Номер                                                              | Продолжительность | Оригинал | Копия | Черновик |
| -------- | ------------------------------------------------------------------ | ----------------- | -------- | ----- | -------- |
| I        | 1. Увертюра                                                        | 1:22              | Да       | Нет   |          |
| I        | 2. Базар (вступление)                                              | 1:50              | Нет      | Да    |          |
| I        | 3. Базар (продолжение): «Кря-кря, ко-ко-ко…»                       | 2:28              | Да       | Нет   |          |
| I        | 4. Карусель I                                                      | 1:23              | Нет      | Нет   | Да       |
| I        | 5. Марш Балды                                                      | 0:53              | Нет      | Да    |          |
| I        | 6. Танец звонаря                                                   | 2:15              | Да       | Нет   |          |
| I        | 7. Карусель II                                                     | 2:06              | Нет      | Да    |          |
| I        | 8. Медвежий танец                                                  | 2:55              | Нет      | Да    |          |
| I        | 9. Песня Балды: «Богат мой поп»                                    | 1:33              | Нет      | Нет   | Да       |
| I        | 10. Встреча Балды и попа                                           | 1:31              | Нет      | Да    |          |
| I        | 11. Разговор Балды с попом: «А где найти мне такого»               | 1:13              | Нет      | Да    |          |
| I        | 12. Финал 1й части: «Кресты золочёные»                             | 1:31              | Да       | Нет   |          |
| II       | 13. В деревне: «Господи помилуй»                                   | 1:58              | Нет      | Да    |          |
| II       | 14. Первое испытание Балды                                         | 1:30              | Нет      | Нет   | Да       |
| II       | 15. Радость попа (чаепитие): «Стало на сердце попа веселей»        | 1:11              | Нет      | Да    |          |
| II       | 16. Увертюра. Вечернее застолье                                    | 1:51              | Нет      | Нет   | Да       |
| II       | 17. Колыбельная: «Спи, спи попёнок»                                | 4:24              | Нет      | Нет   | Да       |
| II       | 18. Сон поповны                                                    | 2:05              | Нет      | Да    |          |
| II       | 19. Вальс                                                          | 3:11              | Нет      | Нет   | Да       |
| II       | 20. Второе испытание Балды                                         | 0:52              | Нет      | Да    |          |
| II       | 21. Танец попа с чёртом                                            | 1:05              | Нет      | Нет   | Да       |
| II       | 22. Пляска мертвецов                                               | 2:32              | Нет      | Нет   | Да       |
| II       | 23. Шествие мракобесов                                             | 1:03              | Нет      | Да    |          |
| II       | 24. Разговор Балды со старым бесом: «Зачем ты Балда к нам пришёл?» | 1:33              | Да       | Да    |          |
| II       | 25. Разговор Балды и бесёнка                                       | 3:33              | Да       | Да    |          |
| II       | 26. Куплеты чёрта                                                  | 1:15              | Нет      | Нет   | Да       |
| II       | 27. Разговор Балды и бесёнка                                       | 1:48              | Да       | Да    |          |
| II       | 28. Три щелчка                                                     | 1:54              | Нет      | Нет   | Да       |
| II       | 29. Галоп Балды                                                    | 1:22              | Нет      | Нет   | Да       |